# Coriaria sarlurida
Coriaria sarlurida är en tvåhjärtbladig växtart som beskrevs av Leonard C. Cockayne och Allan. Coriaria sarlurida ingår i släktet Coriaria, och familjen Coriariaceae. Inga underarter finns listade i Catalogue of Life.